# 1972年義大利大選

各選區選舉結果

1972年義大利大選在1972年5月7日舉行，選出義大利共和國第六屆議會成員。天主教民主黨維持了其約38%的得票率，亦維持了其最大政黨的地位。後法西斯主義政黨義大利社會運動的議席數在這次選舉明顯增加。